# Dymitr Światosławowic
Dymitr Światosławowic (ur. przed 1228, zm. 1267/1269) - książę juriewski z dynastii Rurykowiczów. Był synem Światosława Gabriela, księcia nowogrodzkiego, juriewskiego i włodzimierskiego.